# Sin vergüenza
Sin vergüenza és una pel·lícula espanyola dirigida el 2001 per Joaquim Oristrell.

## Argument
Un guió cinematogràfic cau en mans d'Isabel (Verónica Forqué) per casualitat. En llegir-lo s'adona que és la mateixa història del romanç que va tenir ella amb el director de cinema Mario Fabra (Daniel Giménez-Cacho), autor del guió. Isabel decideix citar-se amb Mario, a qui no ha tornat a veure; però a l'hora de la veritat ella se sent ridícula i fingeix no reconèixer-lo. Ell, que també l'ha reconegut, reacciona de la mateixa manera. Tots dos tenen amants joves: Mario té a Cecilia, una actriu de telesèrie amb problemes d'autoestima; Isabel té a Alberto, un professor d'expressió corporal, tan primari com dependent. Mario necessita actors nous per a la seva pel·lícula. Després de meditar-ho, decideix usar Isabel i a la seva escola per a aconseguir-los. En realitat ell desitja estar prop d'Isabel tant com Isabel desitja retrobar-lo.

## Repartiment
- Verónica Forqué - Isabel
- Daniel Giménez-Cacho - Mario
- Candela Peña - Cecilia
- Carmen Balagué - Nacha
- Elvira Lindo - analista
- Jorge Sanz - Alberto
- Rosa Maria Sardà - Ronda
- Dani Martín - Felipe
- Marta Etura - Belén

## Premis
XVIII Premis Goya
| Categoria                    | Persona                                                          | Resultat   |
| ---------------------------- | ---------------------------------------------------------------- | ---------- |
| Millor actriu de repartiment | Rosa Maria Sardà                                                 | Guanyadora |
| Goya al millor guió original | Dominic Harari Cristina Rota Teresa de Pelegrí Joaquim Oristrell | Nominats   |

Festival de Màlaga
| Categoria       | Persona           | Resultat   |
| --------------- | ----------------- | ---------- |
| Millor director | Joaquim Oristrell | Guanyador  |
| Millor actriu   | Verónica Forqué   | Guanyadora |
| Millor guió     |                   | Guanyador  |

XI Premis de la Unión de Actores
| Categoria                                     | Persona          | Resultat   |
| --------------------------------------------- | ---------------- | ---------- |
| Millor interpretació de repartiment de cinema | Rosa Maria Sardà | Guanyadora |

Festival de Cinema d'Espanya de Tolosa de Llenguadoc
| Categoria          | Persona              | Resultat   |
| ------------------ | -------------------- | ---------- |
| Millor actor       | Daniel Giménez-Cacho | Guanyador  |
| Millor nova actriu | Cecilia Freire       | Guanyadora |